# 今でも 会いたいよ…
「今でも 会いたいよ…」（いまでも あいたいよ）は、伊藤由奈の4作目の配信限定シングル。2009年3月23日発売。

## 解説
- 本作は「今でもずっと」のアンサーソングで、春をテーマにした4つ打ちのさくらソング。[1][2]
- 伊藤曰く、「“今でも 会いたいよ…”は、切ないけれど、ポジティブなメッセージを込めた曲」[2]、「女と男のリアルな気持ちを込めた新しいスタイルで表現しました」[1]、「新しい季節の中で、歩きだしていく女の子達に聞いて欲しいです」[3]。
- 配信限定シングルとして発売された際、ジャケットとビデオ・クリップが制作された。ビデオ・クリップには於保佐代子、山本ひかる、塩澤英真が出演。水泳部員での三角関係がストーリーとして描かれている。
- 2009年3月21日、ラフォーレ原宿にてイベント「LAFORET SPRING FES.」で初披露。
- 伊藤の3枚目のオリジナルアルバム『DREAM』からの先行シングルである。